# Reithrodontomys
Reithrodontomys is een geslacht van knaagdieren uit de familie van de Cricetidae. De wetenschappelijke naam van het geslacht werd in 1874 gepubliceerd door Enrico Hillyer Giglioli. 

## Soorten
Er worden 27 soorten in dit geslacht geplaatst:
- Reithrodontomys albilabris
- Reithrodontomys australis
- Reithrodontomys brevirostris
- Reithrodontomys burti
- Reithrodontomys cherrii
- Reithrodontomys chrysopsis
- Reithrodontomys creper
- Reithrodontomys darienensis
- Reithrodontomys fulvescens
- Reithrodontomys garichensis
- Reithrodontomys gracilis
- Reithrodontomys hirsutus
- Reithrodontomys humulis
- Reithrodontomys megalotis
- Reithrodontomys mexicanus
- Reithrodontomys microdon
- Reithrodontomys montanus
- Reithrodontomys musseri
- Reithrodontomys nerterus
- Reithrodontomys paradoxus
- Reithrodontomys raviventris
- Reithrodontomys rodriguezi
- Reithrodontomys spectabilis
- Reithrodontomys sumichrasti
- Reithrodontomys tenuirostris
- Reithrodontomys wagneri
- Reithrodontomys zacatecae